# Patu (aranya)
|  | Per a altres significats, vegeu «Patu». |

Patu és un gènere d'aranyes araneomorfs de la família dels simfitognàtids (Symphytognathidae). Fou descrit per primera vegada per B.J. Marples el 1951.
Viuen a Colòmbia i Oceania. Patu digua i Patu marplesi són dues de les espècies més petites d'aranyes que es coneixen.

## Taxonomia
Segons el World Spider Catalog amb data de 13 de gener de 2019 té 8 espècies reconegudes:
- Patu digua Forster & Platnick, 1977 (Colòmbia)
- Patu eberhardi Forster & Platnick, 1977 (Colòmbia)
- Patu marplesi Forster, 1959 (Samoa)
- Patu saladito Forster & Platnick, 1977 (Colòmbia)
- Patu samoensis Marples, 1951 (Samoa)
- Patu silho Saaristo, 1996 (Seychelles)
- Patu vitiensis Marples, 1951 (Fiji)
- Patu woodwardi Forster, 1959 (Guinea Nova)